# العلاقات البوليفية الوسط إفريقية
العلاقات البوليفية الوسط أفريقية هي العلاقات الثنائية التي تجمع بين بوليفيا وجمهورية أفريقيا الوسطى.

## مقارنة بين البلدين
هذه مقارنة عامة ومرجعية للدولتين:
| وجه المقارنة                                              | بوليفيا                                          | جمهورية أفريقيا الوسطى      |
| --------------------------------------------------------- | ------------------------------------------------ | --------------------------- |
| المساحة (كم2)                                             | 1.10 مليون                                       | 622.98 ألف                  |
| عدد السكان (نسمة)                                         | 11.05 مليون                                      | 4.66 مليون                  |
| الكثافة السكانية (ن./كم²)                                 | 10.05                                            | 7.48                        |
| العاصمة                                                   | سوكري، لاباز                                     | بانغي                       |
| اللغة الرسمية                                             | اللغة الإسبانية، اللغة الأيمرية، كتشوا، غوارانية | لغة فرنسية، اللغة السانغوية |
| العملة                                                    | بوليفاريو بوليفي                                 | فرنك وسط أفريقي             |
| الناتج المحلي الإجمالي (بليون دولار)                      | 37.51 مليار                                      | 1.95 مليار                  |
| الناتج المحلي الإجمالي (تعادل القوة الشرائية) بليون دولار | 74.58 مليار                                      | 3.03 مليار                  |
| الناتج المحلي الإجمالي الاسمي للفرد دولار أمريكي          | 3.08 ألف                                         | 323                         |
| الناتج المحلي الإجمالي للفرد دولار أمريكي                 | 6.63 ألف                                         | 594                         |
| مؤشر التنمية البشرية                                      | 0.662                                            | 0.350                       |
| رمز المكالمات الدولي                                      | +591                                             | +236                        |
| رمز الإنترنت                                              | .bo                                              | .cf                         |
| المنطقة الزمنية                                           | 00                                               | ت ع م+01:00                 |

## منظمات دولية مشتركة
يشترك البلدان في عضوية مجموعة من المنظمات الدولية، منها:
| علم المنظمة | اسم المنظمة                        | تاريخ انضمام بوليفيا | تاريخ انضمام جمهورية أفريقيا الوسطى |
| ----------- | ---------------------------------- | -------------------- | ----------------------------------- |
|             | الاتحاد البريدي العالمي            | ?                    | ?                                   |
|             | مؤسسة التنمية الدولية              | 21 يونيو 1961        | 27 أغسطس 1963                       |
|             | منظمة حظر الأسلحة الكيميائية       | ?                    | ?                                   |
|             | منظمة التجارة العالمية             | 12 سبتمبر 1995       | ?                                   |
|             | الأمم المتحدة                      | 14 نوفمبر 1945       | 20 سبتمبر 1960                      |
|             | وكالة ضمان الاستثمار متعدد الأطراف | 3 أكتوبر 1991        | 8 سبتمبر 2000                       |
|             | منظمة الشرطة الجنائية الدولية      | ?                    | ?                                   |
|             | مؤسسة التمويل الدولية              | 20 يوليو 1956        | 1 أبريل 1991                        |
|             | الاتحاد الدولي للاتصالات           | 1 يونيو 1907         | 2 ديسمبر 1960                       |
|             | البنك الدولي للإنشاء والتعمير      | 27 ديسمبر 1945       | 10 يوليو 1963                       |
|             | يونسكو                             | 13 نوفمبر 1946       | 11 نوفمبر 1960                      |

## وصلات خارجية
- موقع وزارة الخارجية البوليفية